# Calament alpí
El calament alpí (Satureja alpina), és una planta perenne de la  família de les lamiàcies.

## Morfologia
És una planta herbàcia de port mitjà de 40 a 50 cm (mínim 5 cm) amb  flors hermafrodites i amb un port més o menys reptant. La seva forma biològica ve definida com a camefita suffruticosa.

### Tija
La base de la tija té un caràcter llenyós, en part martinenc (cobert de borrissol). La secció transversal de la tija presenta espícules accentuades (forma tetragonal).

### Fulles
Les fulles presenten una simetria oposada respecte a la tija; lleugerament peciolada. La forma pot ser de ovoide a lanceolada (de 5 a 15 mm) amb el marge del folíol dentat, que pot estar tornat cap a la part interna a la base de la fulla.

### Flors
La inflorescència és del tipus verticil·lat, està constituïda per diverses flors que floreixen a un temps des de la tija o des d'un nòdul, de 3 a 8 flors.

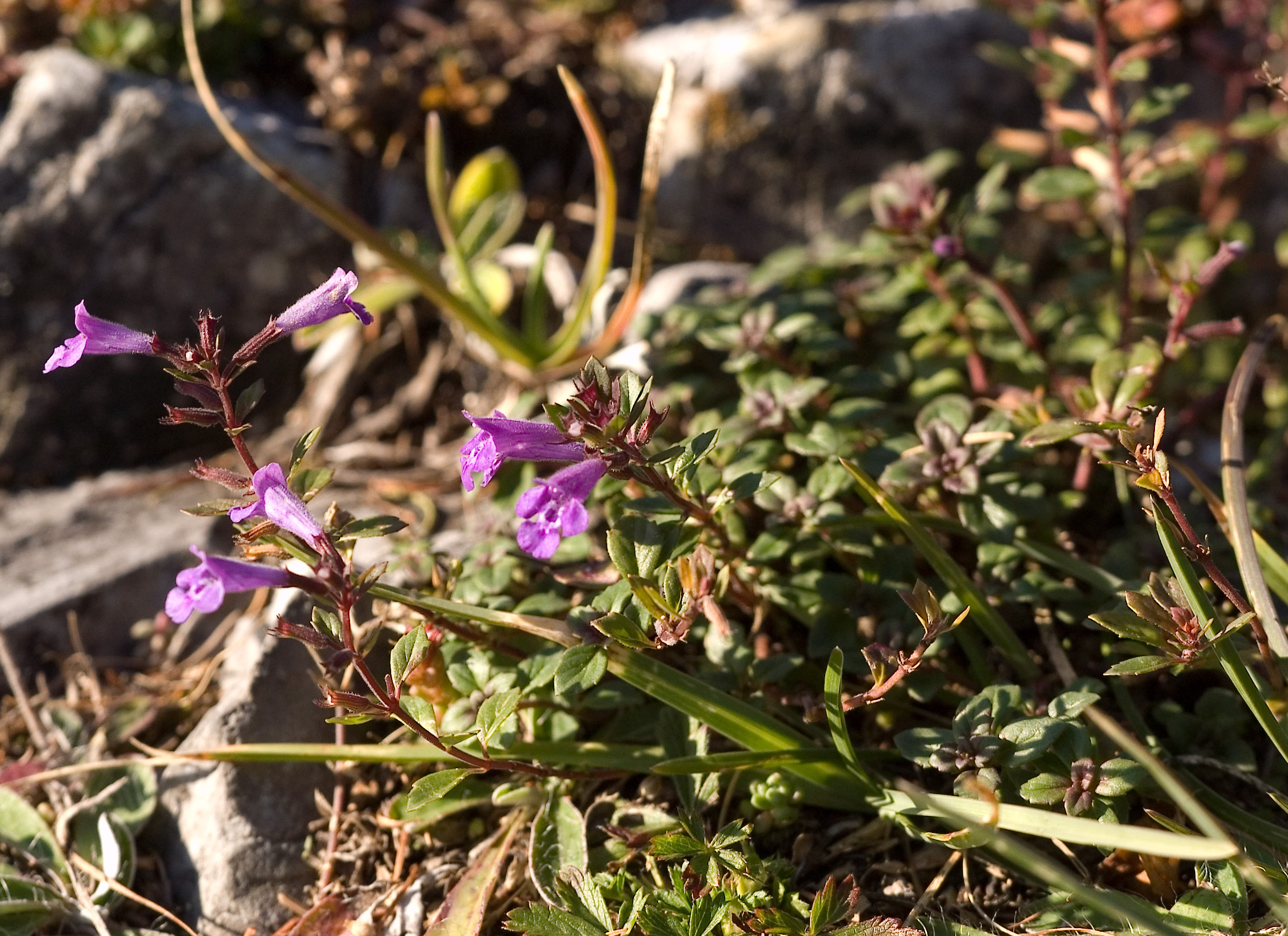
Planta de calament alpí.

El calze de la flor és del tipus gamosèpal i d'una simetria radial (actinomorf) i coberts d'uns densos pèls. La corol·la té una simetria bilateral (zigomorfa) és gamopètala. La forma de la flor és labiada amb una llengüeta d'uns 15 a 20 mm.
El seu color és en general violeta amb un tub intern pilós. Amb dos labelos, en el qual el superior és bilobulat, mentre que l'inferior és trilobulat. Els estams són visibles; mentre que el pistil està ocult.
Floreix entre maig a agost depenent de l'altitud.

### Fruit
El fruit és del tipus d'esquizocarp, tetraqueni (fruit que se separa en 4 elements quan madura).

### Arrel
L'Arrel principal de l'aparell radical, és mitjanament fina, en compensació les arrels secundàries són més desenvolupades.

## Difusió i hàbitat
És originària de l'Europa meridional muntanyosa.
En Itàlia es troba present en la major part de les regions per sobre dels 900 msnm arribant fins als 2600 msnm. Es troba en camps oberts, en les fissures de les roques i en zones poc fèrtils formant part dels prats alpins. Prefereix els substrats calcaris i ambients privats de vegetació on les altres espècies tenen dificultat per sobreviure.

## Propietats

### Farmàcia
Té propietats diaforètiques i febrífugues.

### Cuina
Les fulles s'utilitzen com a te.

## Taxonomia
Acinos alpinus va ser descrita per (L.) Moench i publicat a Methodus (Moench) 407. 1794
Citologia
Nombre de cromosomes de Acinos alpinus (Fam. Labiatae) i tàxons infraespecífics: 2n=18
Etimologia
Acinos: nom genèric que ve del grec la paraula akinos, és el nom d'una petita planta aromàtica. En llatí el nom del gènere significa "herba olorosa".
Alpinus: epítet llatí que significa "a la muntanya, alpí"
Subespècies
- A .alpinus  subsp. Alpinus a timonedes i etapes aclarides de la Reboll.
- A. alpinus meriodionalis presenta flors més petites
- A .alpinus majoranifolius creix en quotes inferiors.

 Sinonímia
- Calamintha alpina (L.) Lam.
- Thymus alpinus (L.)
- Satureja alpina (L.)